# Куруил
Куруи́л (Куру-Елга) — река в России, правый приток Сакмары, протекает по Зианчуринскому району Башкортостана и Кувандыкскому району Оренбургской области. Длина реки составляет 56 км. Площадь водосборного бассейна — 468 км².
Начинается из родника на западном склоне хребта Дзяутюбе на высоте 544 метра над уровнем моря. От истока течёт на юг по гористой, местами поросшей лесами, местности, между Дзяутюбе и Алексеевским хребтом. Протекает через населённые пункты Верхнее Мамбетшино, Яныбаево, Калининский, Нижнее Мамбетшино, Кужанак, Аскарово, Куруил, Бурангулово. Устье реки находится в 348 км по правому берегу реки Сакмара вблизи Бурангулово, напротив железнодорожной станции Канчерово.
Основные притоки — Тутья (пр), Кишкильдя (лв, в 12 км от устья), Большой Сык (пр, в 15 км от устья), Алагуза (лв), Таплак (лв), Малый Дергаиш (лв), Кулбар (лв), Карикавар (лв), Карага (лв), Кушкуль (пр).

## Название
Гидроним имеет тюркское происхождение. Его смысл — «Сухая низменность».

## Данные водного реестра
По данным государственного водного реестра России относится к Уральскому бассейновому округу, водохозяйственный участок реки — Сакмара от истока до впадения реки Большой Ик. Речной бассейн реки — Урал (российская часть бассейна).
Код объекта в государственном водном реестре — 12010000512112200005492.